# 원용한
원용한(元容漢, 1877년 4월 26일 여주 - 1959년 2월 28일)은 목사이면서, 대한민국의 제헌국회의원을 지낸 정치인이다. 호는 백소(白蘇).

## 역대 선거 결과
|  | 66.65% |

|  | 12.56% |

## 참고자료
- 《대한민국 의정총람》, 국회의원총람발간위원회, 1994년
- 원용한 - 대한민국헌정회
- 한국감리교 인물사전 원용한 편[깨진 링크(과거 내용 찾기)]